# Paco Delgado
Paco Delgado é um designer e figurinista hispano-canadense. Seus trabalhos se tornaram conhecidos no cinema e lhe renderam duas indicações ao Oscar na categoria melhor figurino: Les Misérables (2013) e The Danish Girl (2016).

## Filmografia
- Grimsby (2016)
- The Danish Girl (2015)
- The 33 (2015)
- Witching & Bitching (2013)
- Les Misérables (2012)
- Blancanieves (2012)
- The Skin I Live In (2011)
- The Last Circus (2010)
- Biutiful (2010)
- Una hora más en Canarias (2010)
- Sexykiller, morirás por ella (2008)
- The Oxford Murders (2008)
- Guantanamero (2007)
- Los aires difíciles (2006)
- Crimen Ferpecto (2004)